# Copa de la Reina de Baloncesto 1998-99
La Copa de la Reina de Baloncesto 1998-99 corresponde a la 37ª edición de dicho torneo. Se celebró entre el 17 y el 19 de diciembre de 1998 en Linares.

## Equipos clasificados
El formato de competición es el mismo que la temporada anterior. Se juega en Linares, ejerciendo como anfitrión el Cajasur Linares, que participa junto a los siete mejores del resto del equipos al final de la primera vuelta de la Liga Femenina. El campeón se clasifica para la Copa Ronchetti 1999-00.
| Pos. | Equipo                  | PJ | G  | P | PF   | PC  | DP   | Pts | Clasificación    |
| ---- | ----------------------- | -- | -- | - | ---- | --- | ---- | --- | ---------------- |
| 1    | Banco Simeón            | 13 | 11 | 2 | 1028 | 688 | +340 | 24  | Cabezas de serie |
| 2    | Sandra Gran Canaria     | 13 | 11 | 2 | 1017 | 772 | +245 | 24  | Cabezas de serie |
| 3    | CD Ensino               | 13 | 11 | 2 | 939  | 792 | +147 | 24  | Cabezas de serie |
| 4    | Salamanca Halcón Viajes | 13 | 10 | 3 | 1040 | 894 | +146 | 23  | Cabezas de serie |
| 5    | Bàsquet Godella         | 13 | 10 | 3 | 837  | 841 | −4   | 23  |                  |
| 6    | Canoe N. C.             | 13 | 8  | 5 | 909  | 819 | +90  | 21  |                  |
| 7    | Universidad de Oviedo   | 13 | 6  | 7 | 887  | 918 | −31  | 19  |                  |
| 9    | Cajasur Linares (H)     | 13 | 5  | 8 | 925  | 960 | −35  | 18  |                  |

 Fuente: Liga Femenina

## Fase final
|  | Cuartos de final        | Cuartos de final |                     |                         | Semifinales     | Semifinales     |  |                     | Final           | Final           |  |
|  | 17 de diciembre         | 17 de diciembre  |                     |                         | 18 de diciembre | 18 de diciembre |  |                     | 19 de diciembre | 19 de diciembre |  |
|  |                         |                  |                     |                         |                 |                 |  |                     |                 |                 |  |
|  |                         |                  |                     |                         |                 |                 |  |                     |                 |                 |  |
|  | Canoe N. C.             | 78               |                     |                         |                 |                 |  |                     |                 |                 |  |
|  | Canoe N. C.             | 78               |                     |                         |                 |                 |  |                     |                 |                 |  |
|  | Salamanca Halcón Viajes | 82               |                     |                         |                 |                 |  |                     |                 |                 |  |
|  | Salamanca Halcón Viajes | 82               |                     | Salamanca Halcón Viajes | 63              |                 |  |                     |                 |                 |  |
|  |                         |                  |                     | Salamanca Halcón Viajes | 63              |                 |  |                     |                 |                 |  |
|  |                         |                  | Sandra Gran Canaria | 81                      |                 |                 |  |                     |                 |                 |  |
|  | Universidad de Oviedo   | 48               | Sandra Gran Canaria | 81                      |                 |                 |  |                     |                 |                 |  |
|  | Universidad de Oviedo   | 48               |                     |                         |                 |                 |  |                     |                 |                 |  |
|  | Sandra Gran Canaria     | 69               |                     |                         |                 |                 |  |                     |                 |                 |  |
|  | Sandra Gran Canaria     | 69               |                     |                         |                 |                 |  | Sandra Gran Canaria | 69              |                 |  |
|  |                         |                  |                     |                         |                 |                 |  | Sandra Gran Canaria | 69              |                 |  |
|  |                         |                  | CD Ensino           | 44                      |                 |                 |  |                     |                 |                 |  |
|  | Bàsquet Godella         | 69               | CD Ensino           | 44                      |                 |                 |  |                     |                 |                 |  |
|  | Bàsquet Godella         | 69               |                     |                         |                 |                 |  |                     |                 |                 |  |
|  | Banco Simeón            | 67               |                     |                         |                 |                 |  |                     |                 |                 |  |
|  | Banco Simeón            | 67               |                     | Bàsquet Godella         | 55              |                 |  |                     |                 |                 |  |
|  |                         |                  |                     | Bàsquet Godella         | 55              |                 |  |                     |                 |                 |  |
|  |                         |                  | CD Ensino           | 59                      |                 |                 |  |                     |                 |                 |  |
|  | Cajasur Linares         | 70               | CD Ensino           | 59                      |                 |                 |  |                     |                 |                 |  |
|  | Cajasur Linares         | 70               |                     |                         |                 |                 |  |                     |                 |                 |  |
|  | CD Ensino               | 81               |                     |                         |                 |                 |  |                     |                 |                 |  |
|  | CD Ensino               | 81               |                     |                         |                 |                 |  |                     |                 |                 |  |
|  |                         |                  |                     |                         |                 |                 |  |                     |                 |                 |  |

### Final
| 19 de diciembre de 1998, 17:00 | Sandra Gran Canaria                                                                | 69–44                    | CD Ensino                                                                                          |                   |  |
|                                | Parciales: 17–14, 24–11, 18–3, 10–16                                               |                          | |                   |  |
|                                | Estadísticas Lourdes Peláez 26 tres jugadoras 9 Asunción Gamón 2 Lourdes Peláez 32 | Reporte Pts Reb Asts Val | Estadísticas Maria Begoña 14 Polona Dornik, Ingrida Jonkutė 6 Ingrida Jonkutė 1 Ingrida Jonkutė 10 | Pabellón: Linares |  |

| Ganadoras de la Copa de la Reina 1998-99 |
| ---------------------------------------- |
| Sandra Gran Canaria 1º título            |